# Carl Dix
Carl Dix (...) è un politico statunitense, portavoce nazionale del Partito Comunista Rivoluzionario (RCP) degli Stati Uniti d'America, ed uno dei suoi leader.
Amico di Bob Avakian, rifiutò di essere arruolato nella US Army perché destinato alla Guerra del Vietnam e scontò per questo motivo due anni di prigione. È intervenuto e ha scritto sulla questione razziale e su questioni internazionali e sudamericane.